# Авшалом, Дэвид
Дэвид Д. Авшалом (род. 1956, Батон-Руж, Луизиана, США) — американский физик-экспериментатор конденсированного состояния, профессор. Наиболее известен своими работами в области спинтроники в полупроводниках.

## Биография
Дэвид Авшалом родился 11 октября 1956 года в Батон-Руже, штат Луизиана.
Авшалом окончил Иллинойсский университет в Урбане-Шампейне по специальности «физика». Получил степень доктора философии в области экспериментальной физики в Корнелльском университете.
Является профессором в области молекулярной инженерии в Притцкеровской школе молекулярной инженерии Чикагского университета. Ранее он занимал должность директора Калифорнийского института наносистем и был профессором кафедры физики в Калифорнийском университете в Санта-Барбаре, а также ассоциированным преподавателем на кафедре электротехники и вычислительной техники.

## Награды и звания
- избран членом Американского физического общества (1992)
- Премия Оливера Бакли Американского физического общества (2005)
- Премия Agilent Europhysics Европейского физического общества (2005)
- избранный член Американской академии искусств и наук (2006)
- избран членом Национальной академии наук (2007)[3]
- Премия Тернбулла за чтение лекций от Общества исследования материалов (2010)
- избран членом Национальной инженерной академии (2011)